# 教育電視台

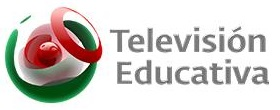

教育電視台泛指主要播放教育節目的電視台。

## 简介
一些教育电视台为独立机构。如中国内地的“教育电视台”主体并不归于各级广电部门，而是教育主管部门，可能提供一个或多个频道播出教育文化类节目（如中国教育电视台）；另外一些“教育频道”隶属于大型综合电视台，同样以教育节目为主（如NHK教育频道），在中国大陆的浙江、江苏、辽宁等省市亦将教育电视台并入当地广电总台当中。当然亦有特例，如福州电视台在1984年前称福州教育电视台。另外，虽然被称作教育电视台，但由于资源有限，会播出与教育无关的综合类节目。

## 举例

### 教育电视台
- 中國教育電視台
- 上海教育电视台
- 福建教育电视台
- 湖南教育电视台
- 江西教育电视台
- 吉林教育电视台
- 山东教育电视台
- 新疆教育电视台
- 韓國教育廣播公司
- 龍南山電視台
- 放送大学

### 教育频道
- NHK教育频道
- 華視教育體育文化台

### 曾经的教育电视台
- 日本教育電視台（今朝日電視台）
- 科学电视台（又称东京12频道，今东京电视台）
- 福州教育电视台（今福州电视台）
- 浙江教育电视台（今浙江电视台教育科技频道）
- 辽宁教育电视台（今辽宁电视台北方频道）
- 本溪教育电视台（今本溪电视台）
- 美国全国教育电视台（今PBS）
- 台灣教育電視廣播電台（今中華電視公司）

### 其他教育电视机构
- 香港教育電視